# Chris Garia
Christopher George Paul Garia, detto Chris (Willemstad, 16 dicembre 1992), è un velocista e giocatore di baseball olandese, originario di Curaçao.

## Palmarès

### Atletica leggera
| Anno | Manifestazione  | Sede     | Evento      | Risultato  | Prestazione | Note             |
| ---- | --------------- | -------- | ----------- | ---------- | ----------- | ---------------- |
| 2018 | Europei         | Berlino  | 100 m piani | Semifinale | 10"31       |                  |
| 2018 | Europei         | Berlino  | 4×100 m     | Bronzo     | 38"03       | Record nazionale |
| 2019 | World Relays    | Yokohama | 4×100 m     | Batteria   | 38"67       |                  |
| 2021 | World Relays    | Chorzów  | 4×100 m     | Finale     | dnf         |                  |
| 2021 | Giochi olimpici | Tokyo    | 4×100 m     | Batteria   | dnf         |                  |

### Baseball
- Campionati europei: 1

2016